# Alliance française de Vancouver
L'Alliance française Vancouver est créée le 5 mai 1904. Elle est l'héritière de l'École Granville des sœurs Kelm.

## Historique
Les cours étaient alors dispensés à l'École Granville, puis dans les années 1950 et 60 à York House, prestigieuse école privée de jeunes filles à Vancouver.
L'Alliance française de Vancouver s'est ensuite installée sur Cambie Street en 1968 où elle a pu bâtir son édifice, grâce au généreux soutien de M. Bloch-Bauer, son énergique et visionnaire président d'alors.
Forte de cette implantation, les cours ont pu se développer, puis en 1986 un premier étage a pu être construit.

L'Alliance Française Vancouver dans la communauté
Chaque année, l’Alliance Française Vancouver collabore avec plus de 50 artistes et partenaires culturels locaux. L'Alliance Française Vancouver est un membre actif de la Fédération des francophones de la Colombie Britannique. Elle fait aussi partie du réseau des Alliances Françaises regroupant 834 centres dans 132 pays différents. Chaque membre de ce réseau est indépendant et autonome. L'Alliance Française Vancouver a récemment rejoint le Réseau International des Maisons des Francophonies (RIMF) regroupant les organisations qui œuvrent envers la promotion de la pluralité et de la diversité francophone dans le monde notamment, ici, au Canada. Ce réseau comprend plus de 30 organisations provenant de 16 pays différents.

## Dates
- 1904: L’Alliance Française Vancouver est fondée par les premiers colons francophones et anglophones de Vancouver.
- 1968: Ouverture de l'Alliance Française Vancouver dans son nouveau bâtiment au 6161 rue Cambie grâce aux généreux donateurs de la communauté.
- Années 1970: Plus de programmes culturels sont organisés dans son espace -pièces de théâtre, expositions d’art, programmes culinaires et de remises en forme. La Loi sur les langues officielles a permis à l'Alliance Française Vancouver de diversifier ses programmes d’éducation. L' Alliance Française Vancouver créé une bourse à UBC et à SFU.
- 1986: L'Alliance Française Vancouver participe à l’Exposition de Vancouver en 1986. 100 rosiers sont offerts par le gouvernement Français et plantés dans le parc Stanley.
- 1996: La Ville de Vancouver reconnait l'Alliance Française Vancouver comme partenaire précieux et contributeur incontournable à la vie culturelle des citoyens de Vancouver depuis 1904.
- 2004: Le 5 mai, la ville de Vancouver fête le 100e anniversaire de l’Alliance Française Vancouver.
- 2018: Dans le cadre du Projet de reconnaissance des lieux historiques francophones dirigé par le Programme des affaires francophones de la Colombie Britannique, l'Alliance Française Vancouver est désignée comme lieu historique en Colombie Britannique.
- 2024: Ouverture du nouveau bâtiment de l'Alliance Française de Vancouver à son adresse historique du 6161, rue Cambie.  Mieux adapté aux besoins de la communauté grandissante, il comprend entre autres un théâtre, une galerie d'art, un café, ainsi que la plus grande médiathèque francophone de Colombie-Britannique.

## Direction

### Liste des présidents
- Bloch-Bauer (1958-1968)
- Monique Bournot-Trites (1998-2000)
- Jacques Becker (2000-2004 et 2005-2009)
- Erica Tao (2009-2011)
- Valérie Fabre (2011-2013)
- Marie-Claire Howard (2013-2015)
- Bruno Gerves (2015-2018)
- Marie-Claire Howard (2018-2023)
- Bruno Gerves (depuis 2023)